# مرگ بر روی نیل (فیلم ۲۰۲۲)
مرگ بر روی نیل (انگلیسی: Death on the Nile) یک فیلم جنایی به کارگردانی کنت برانا و نوشته مایکل گرین است. این فیلم براساس رمان مرگ بر روی نیل نوشته آگاتا کریستی در سال ۱۹۳۷ ساخته شده‌است. در مرگ بر روی نیل، کنت برانا نقش کارآگاه هرکول پوآرو را بر عهده دارد، که در ادامهٔ ایفای نقش او در قتل در قطار سریع‌السیر شرق می‌آید. تصویربرداری اولیه در سپتامبر ۲۰۱۹ آغاز شد و فیلمبرداری در لانگکراس استودیوز در انگلستان و مصر انجام شد و کار در دسامبر همان سال به اتمام رسید.
مرگ بر روی نیل از ۹ فوریه ۲۰۲۲ توسط استودیوی قرن بیستم در ایالات متحده به اکران درآمد. این فیلم نقدهای متفاوتی از سوی منتقدان دریافت کرد، آن‌ها آن را پایین‌تر از اقتباس‌های قبلی می‌دانستند اما از سبک قدیمی آن استقبال شد. این فیلم ۱۳۷٬۳ میلیون دلار در مقابل بودجه تولید ۹۰ میلیون دلاری فروش داشت. دنبالهٔ این فیلم با عنوان یک جن‌زدگی در ونیز در سپتامبر ۲۰۲۳ منتشر شد.

## داستان
در جنگ جهانی اول، هرکول پوآرو جوان، استراتژی موفقی برای پیشبرد گروه پیاده‌نظام بلژیکی خود طراحی می‌کند، اما یک تله انفجاری صورت او را مثله می‌کند. نامزد او، پرستار کاترین، ناامید نمی‌شود و به او می‌گوید که برای پنهان کردن زخم‌هایش سبیل بگذارد.
در سال ۱۹۳۷، در یک کلوب در لندن، پوآرو اجرای سالومه اوتربورن، خواننده بلوز را تماشا می‌کند و ژاکلین «جکی» د بلفور را می‌بیند که با شور و شوق با نامزدش سایمون دویل می‌رقصد. دوست دوران کودکی جکی، وارث لینت ریج وی، وارد می‌شود و به سایمون معرفی می‌شود.
شش هفته بعد، در مصر، پوآرو با دوستش بوک و مادر بوک، اوفمیا، یک نقاش، روبرو می‌شود. بوک از پوآرو دعوت می‌کند تا به آنها در هتل بپیوندد تا عروسی یک زوج شگفت‌انگیز - لینت و سایمون را جشن بگیرند. دیگران به سفر ماه عسل آنها می‌پیوندند: خدمتکار لینت، لوئیز بورژه. سالومه و خواهرزاده/مدیرش روزالی، دوست مدرسه لینت؛ ماری ون شویلر، مادرخوانده لینت به همراه پرستارش خانم باورز؛ اندرو کاتچادوریان، پسر عموی لینت، که حساب‌های او را مدیریت می‌کند و دکتر لینوس ویندلشم. لینت از پوآرو می‌خواهد که از جکی که به‌طور وسواسی آنها را به مصر تعقیب کرده‌است، محافظت کند. با اینحال او نمی‌تواند جلوی جکی را که اکنون یک اسلحه حمل می‌کند بگیرد.
برای فرار از جکی، گروه سوار بر کشتی چرخ‌پره‌ای اس اس کارناک می‌شوند. لینت به پوآرو می‌گوید که به مهمانانش اعتماد ندارد. در طول سفر به ابوسمبل، بوک اعتراف می‌کند که با روزالی، علی‌رغم مخالفت مادرش، قرار ملاقات دارد. پوآرو به سالومه علاقه‌مند است. پس از اینکه یک تخته سنگ تقریباً به لینت و سایمون برخورد می‌کند، مهمانان به کارناک بازمی‌گردند تا متوجه شوند جکی سوار کشتی شده‌است. پوآرو که شامپاین بر او غلبه کرده‌است، به جکی اعتراف می‌کند که پس از مرگ کاترین در انفجار خمپاره، رابطه عاشقانه را کنار گذاشته‌است. لینت به رختخواب می‌رود و سایمون با جکی روبرو می‌شود که به پای او شلیک می‌کند و سپس سعی می‌کند به خودش شلیک کرده و خودکشی کند. روزالی و بوک مداخله می‌کنند. جکی را نزد خانم باورز می‌آورند و ویندلشم از سایمون مراقبت می‌کند. صبح روز بعد، لوئیز متوجه می‌شود که لینت به ضرب گلوله به سرش به قتل رسیده و گردنبند ارزشمند او نیز به سرقت رفته‌است.
پوآرو با کمک سایمون و بوک از مهمانان بازجویی می‌کند که هر کدام از لینت کینه ای دارند یا می‌خواهند از طریق مرگ او چیزی به دست آورند:
- لوئیز قرار بود شغل لینت را ترک کند تا ازدواج کند، اما لینت نامزدی را پایان داد.
- ویندلشم با لینت نامزد بود تا اینکه او را برای سایمون ترک کرد.
- اندرو از لینت اختلاس می‌کرد.
- خانواده سابقاً ثروتمند باورز توسط پدر لینت در طول رکود بزرگ ویران شد.
- ون شویلر از وصیت نامه لینت بهره‌مند است. او و باورز عاشق هستند.
- سالومه سال‌ها پیش هدف اظهارات نژادپرستانه لینت قرار گرفت.
- اوفمیا گردنبند لینت را پیدا می‌کند. پوآرو مشکوک است که از لینت به خاطر معرفی بوک به روزالی رنجیده شده‌است.

جکی تمام شب توسط باورز تحت نظر بود. تفنگ او از رود نیل لایروبی شده‌است، در روسری گم شده ون شویلر و یک دستمال خونی پیچیده شده‌است.
پوآرو فاش می‌کند که اوفمیا او را برای تحقیق دربارهٔ روزالی استخدام کرده‌است. او نتیجه می‌گیرد که او بیش از حد شایسته محبت پسرش است. روزالی که از بازجویی خشمگین است، هجوم می‌آورد و جسد لوئیز را کشف می‌کند که نشان داده می‌شود که گلویش را بریده‌اند. او پول دارد، بنابراین پوآرو مشکوک است که او شاهد قتل لینت بوده و از قاتل باج خواهی کرده‌است. او طرح کلی شاهد احتمالی را در خون پاشیدگی می‌بیند. با بازجویی از بوک با سایمون، پوآرو نتیجه گرفت که بوک لینت را مرده پیدا کرد و گردنبند او را برای به دست آوردن آزادی مالی از مادرش دزدید، اما وحشت کرد و آن را در وسایل اوفمیا گذاشت. بوک شاهد قتل لوئیز بود، اما قبل از اینکه بتواند قاتل را فاش کند، به ضرب گلوله کشته شد. پوآرو قاتل را تعقیب می‌کند، اما فقط اسلحه رها شده را پیدا می‌کند.
پوآرو با حبس کردن میهمانان بازمانده در نوار قایق، فاش می‌کند که سایمون لینت را کشته‌است و جکی نقش مغز متفکر را بازی می‌کند. آنها هنوز عاشق هستند و رابطه عاشقانه سایمون با لینت را ترتیب دادند تا ثروت او را به ارث ببرند. جکی شامپاین پوآرو را مصرف کرد و وانمود کرد که به سایمون شلیک می‌کند. سایمون جراحت خود را با رنگ دزدیده شده از اوفمیا جعل کرد. در حالی که جکی حواس بوک و روزالی را پرت می‌کرد، سایمون لینت را کشت و سپس با روسری ون شویلر به پای خود شلیک کرد. جکی لوئیز را با چاقوی جراحی ویندلشم و بوک را با تفنگ اندرو کشت. جکی که با اثبات دستمال آغشته به رنگ سایمون روبرو شد - با علم به اینکه هیچ راه گریزی وجود ندارد - سایمون را در آغوش می‌گیرد و از پشت به او شلیک می‌کند و هر دو را با یک گلوله می‌کشد. با پیاده شدن مسافران، پوآرو نمی‌تواند احساسات خود را با سالومه بیان کند. شش ماه بعد، یک پوآرو سبیل تراشیده شده به کلوبش می‌رود تا تنها در تاریکی تمرین او را تماشا کند.

## بازیگران
- کنت برانا در نقش هرکول پوارو
- تام بیتمن در نقش بوک
- انت بنینگ در نقش یوفیمیا
- راسل برند در نقش دکتر بسنر
- علی فضل در نقش اندرو کتچادوریان
- داون فرنچ در نقش خانم باورز
- گل گدوت در نقش لینت ریجوی-دویل
- ارمی همر در نقش سیمون دویل
- رز لزلی در نقش لوییس بورگت
- اما مکی در نقش ژاکلین دی بلفورت
- سوفی اوکوندو در نقش سالومی اوتربورن
- جنیفر ساندرز در نقش ماری ون اسکایلر
- لتیتیا رایت در نقش رزالی اوتربورن

## انتشار
دولت عربستان سعودی برای پخش این فیلم باوجود نقش‌آفرینی گال گادوت، بازیگر اسرائیلی مجوز صادر کرده‌است. این بازیگر در ارتش اسرائیل خدمت نموده‌است و به این علت، دولت‌های لبنان و کویت از صدور مجوز برای نمایش این فیلم خودداری کرده‌اند. به گزارش عرب نیوز، گادوت قبلاً هم برای انجام خدمت اجباری زیر پرچم احضار شده و پیش از این هم کشورهای عرب از جمله عربستان سعودی فیلم‌های مرتبط با اسرائیل را ممنوع کرده بودند. مجوز پخش این فیلم در عربستان سعودی نشان‌دهنده مسیر جدیدی در سیاست خارجی این کشور توصیف شده‌است. عربستان سعودی دارای روابط سیاسی رسمی با اسرائیل نیست و معمولاً علیه اقدامات اسرائیل در سرزمین‌های فلسطینی موضع می‌گیرد اما نشانه‌هایی از همکاری غیررسمی دو کشور که حکومت ایران را دشمن خود تلقی می‌کنند وجود داشته‌است.

## بازخورد
در وبگاه جمع‌آوری نقد راتن تومیتوز، ٪۶۲ از ۲۸۴ بررسی منتقدان مثبت است و میانگینِ امتیاز آن ۵٫۹/۱۰ است. اجماع این وبگاه چنین می‌نویسد: «روح فیلم تَرادادی و سرگرم‌کنندهٔ مرگ بر روی نیل در محبتِ آشکار کنت برانا، کارگردان و ستارهٔ این فیلم به همراه نقش‌آفرینی بازیگران تمام‌ستارهٔ آن یافت می‌شود.» این فیلم در متاکریتیک که از میانگین وزنی استفاده می‌کند، بر اساس نظر ۵۱ منتقدین امتیاز ۵۲ از ۱۰۰ را کسب کرده که نشان‌گر «نقدهای مختلط یا متوسط» است.

## دنباله
استیو آسبل، رئیس استودیوهای قرن بیستم در مارس ۲۰۲۲ اعلام کرد که فیلمنامهٔ سومین فیلم هرکول پوآرو توسط مایکل گرین نوشته شده‌است و کنت برانا قرار است به عنوان کارگردان و بازیگر نقش اصلی بازگردد. طرح داستان این فیلم از داستانی کمتر شناخته‌شده از پوآرو گرفته شده‌است. این فیلم در اکتبر ۲۰۲۲ با حضور جیمی درنان، تینا فی، جود هیل، کلی ریلی و میشل یئو در میان دیگر بازیگران تأیید شد. فیلمبرداری در ۳۱ اکتبر ۲۰۲۲، با تولید بین استودیوهای پاین‌وود و شهر ونیز در ایتالیا آغاز شد.